# Le Sang de l'autre
Le Sang de l'Autre est un roman historique de Philéas Lebesgue publié en 1901. Lebesgue y peint, en admirateur passionné du Moyen Âge, une esthétique médiévale inspirée de légendes, de superstitions et de sorcellerie, mais encore de luttes pour le pouvoir. 
Ce roman historique se déroule entre Beauvais, Troissereux et Hannaches, trois communes de l'actuel département de l'Oise. Prenant pour toile de fond la Picardie du XVe siècle, le roman fait interagir plusieurs personnages familiers à Lebesgue et à sa région. L'écrivain du Beauvaisis y fait notamment intervenir l'héroïne beauvaisienne Jeanne Hachette.

## Éditions modernes
Philéas Lebesgue, Le Sang de l'Autre, Éditions Le Trotteur ailé, coll. « Lettres de Picardie », 2010 (ISBN 2917778164)